# 小行星1019
小行星1019（1019 Strackea）是一颗围绕太阳公转的小行星。
該小行星以德國天文學家古斯塔夫·斯特拉克（Gustav Stracke）命名。

## 参数
这颗小行星的绝对星等为12.63等，自转周期为3.832小时。